# Ayuntamiento de Londres (Southwark)
El Ayuntamiento de Londres es un edificio situado en Londres que fue usado como sede de la Autoridad del Gran Londres (GLA), que se compone del Alcalde de Londres y la Asamblea de Londres, desde 2002 hasta 2021. Se sitúa en Southwark, en la orilla sur del río Támesis, cerca del Puente de la Torre. Fue diseñado por Norman Foster y abrió en julio de 2002, dos años después de que se creara la Autoridad del Gran Londres.

## Historia
Durante sus dos primeros años de existencia, la Autoridad del Gran Londres tenía sus oficinas en Romney House, Marsham Street, en Westminster. Las reuniones de la Asamblea de Londres se celebraban en Emmanuel Centre, también en Marsham Street.
El Ayuntamiento se construyó con un coste de £43 millones en una parcela ocupada antiguamente por muelles de la Pool of London. El edificio no pertenece a la GLA, sino que está alquilado bajo un acuerdo de 25 años. A pesar de su nombre como "City Hall", el Ayuntamiento no se sitúa en una ciudad ni es de una ciudad (según la ley inglesa), lo que presta a la confusión del Gran Londres con la City de Londres, cuyo ayuntamiento está en Guildhall, al norte del Támesis. En junio de 2011 el entonces alcalde Boris Johnson anunció que durante los Juegos Olímpicos de Londres 2012, el edificio se llamaría London House.
Los predecesores de la Autoridad del Gran Londres, el Consejo del Gran Londres y el Consejo del Condado de Londres, tenían su sede en el Salón Condal, río arriba en el South Bank. Aunque la antigua cámara del consejo en el Salón Condal está intacta, el edificio no está disponible para el uso de la GLA debido a su conversión en un hotel de lujo, centro de ocio y acuario, entre otras cosas.
En junio de 2020, el alcalde de Londres, Sadiq Khan, anunció que estaba realizando consultas sobre trasladar la sede de la Greater London Authority del Ayuntamiento de Londres en Southwark a The Crystal, situado en el borough de Newham en el este de Londres, para ahorrar 55 millones de libras a la Greater London Authority durante un periodo de cinco años. La decisión fue confirmada el 3 de noviembre de 2020, y el Consejo del Borough de Newham autorizó el cambio de uso del edificio en diciembre de 2020. El traslado se completó en la tercera semana de enero de 2022, con algo de retraso respecto a la fecha de inauguración prevista en diciembre de 2021.

## Diseño

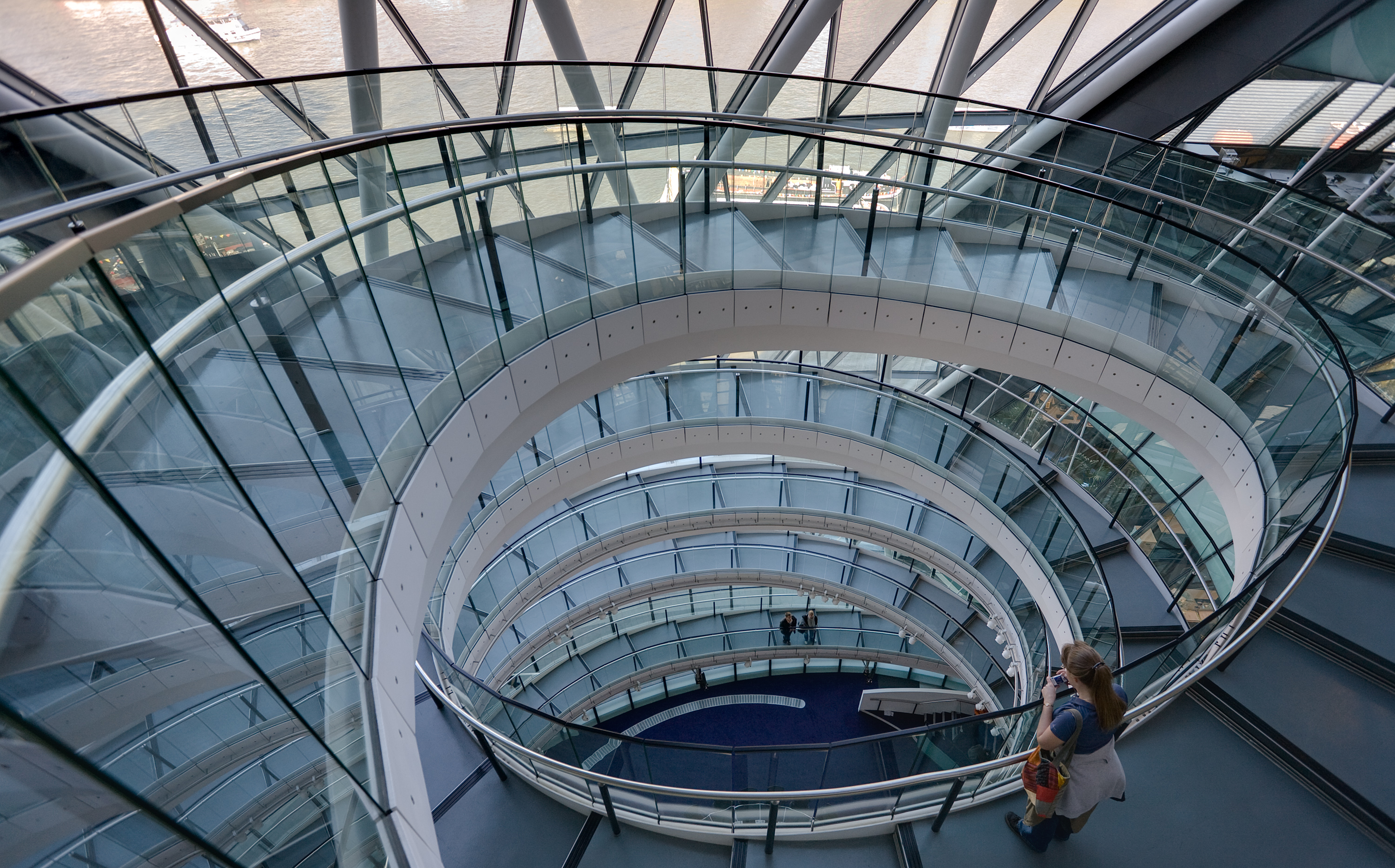
La escalera helicoidal del Ayuntamiento de Londres

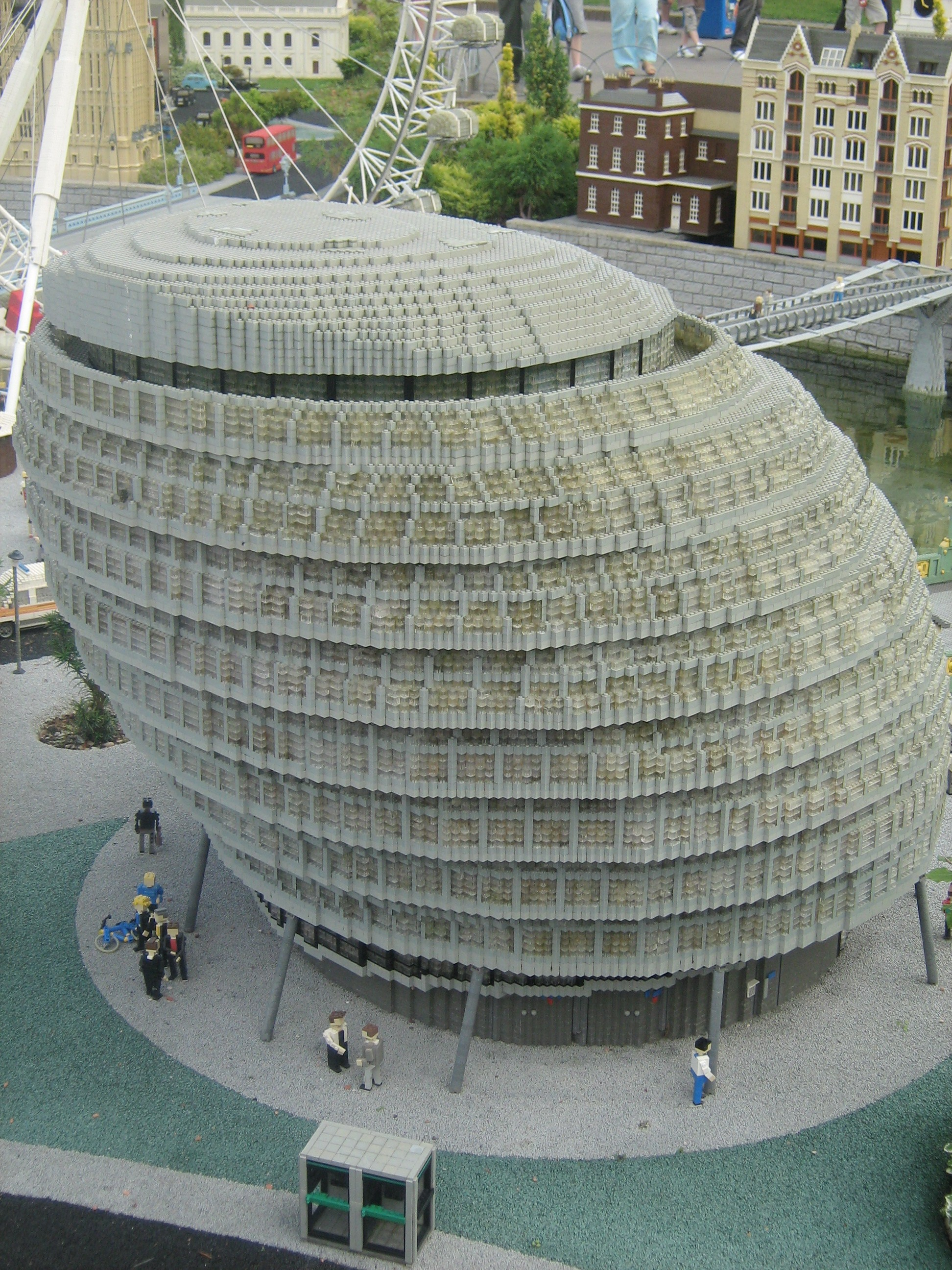
Maqueta del Ayuntamiento de Londres en Legoland Windsor

El edificio tiene una extraña forma bulbosa, supuestamente destinada a reducir su superficie y por tanto mejorar su eficiencia energética, aunque el exceso de consumo de energía provocado por el uso exclusivo de cristal en una fachada doble sobrepasa el beneficio de la forma. A pesar de afirmar que el edificio "demuestra el potencial de un edificio público sostenible y casi no contaminante", las mediciones del consumo de energía han demostrado que el edificio es bastante ineficiente en cuanto al consumo de energía (375 kWh/m²/año), con una clasificación del Certificado de Eficiencia Energética en 2012 de "D". Se ha comparado con el casco de Darth Vader, un huevo deforme, una cochinilla y un casco de motocicleta. Los antiguos alcaldes de Londres, Ken Livingstone y Boris Johnson, se refirieron al edificio, llamándolo "testículo de cristal" y "la gónada de cristal", más educadamente como "la cebolla" (dichos respectivamente). Sus diseñadores concibieron originalmente el edificio como una gran esfera que sobresaliera sobre el Támesis, pero optaron por un edificio más convencional en su lugar, girado 180 grados. No tiene parte frontal o trasera en el sentido convencional, sino que su forma se deriva de una esfera.

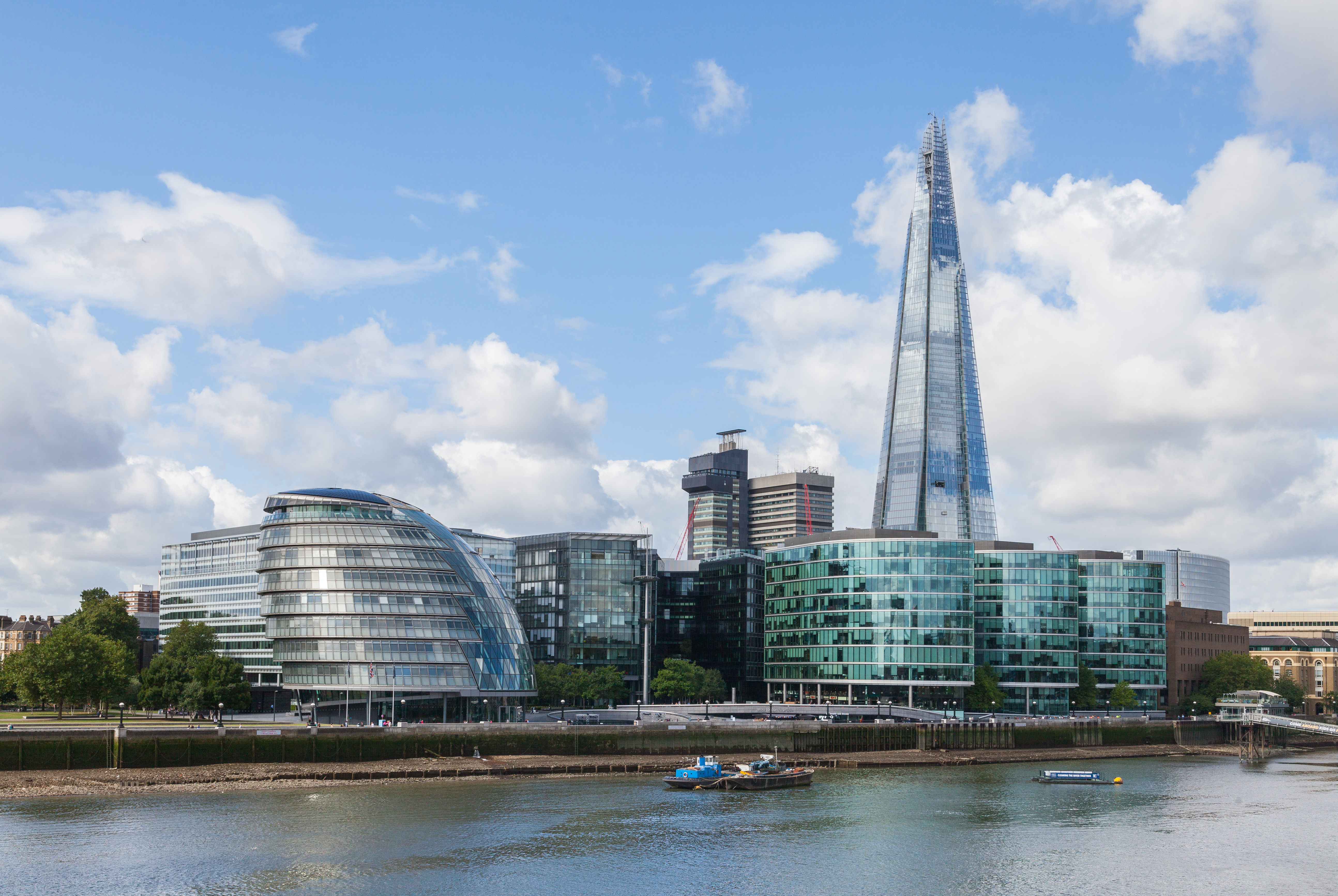
La orilla del Támesis en Southwark, cerca del Puente de la Torre

Una escalera helicoidal de 500 m, que recuerda a la del Museo Solomon R. Guggenheim de Nueva York, asciende toda la altura del edificio. En la cima del edificio de diez plantas hay un espacio de exposiciones y reuniones llamado "London's Living Room", con una mirador abierto ocasionalmente al público. La escalera ofrece vistas del interior del edificio, y pretende simbolizar la transparencia; Foster usó un elemento similar en su reconstrucción del Reichstag en Berlín. En 2006 se anunció que la Agencia del Cambio Climático de Londres instalaría células solares fotovoltaicas en el edificio.

## Localización

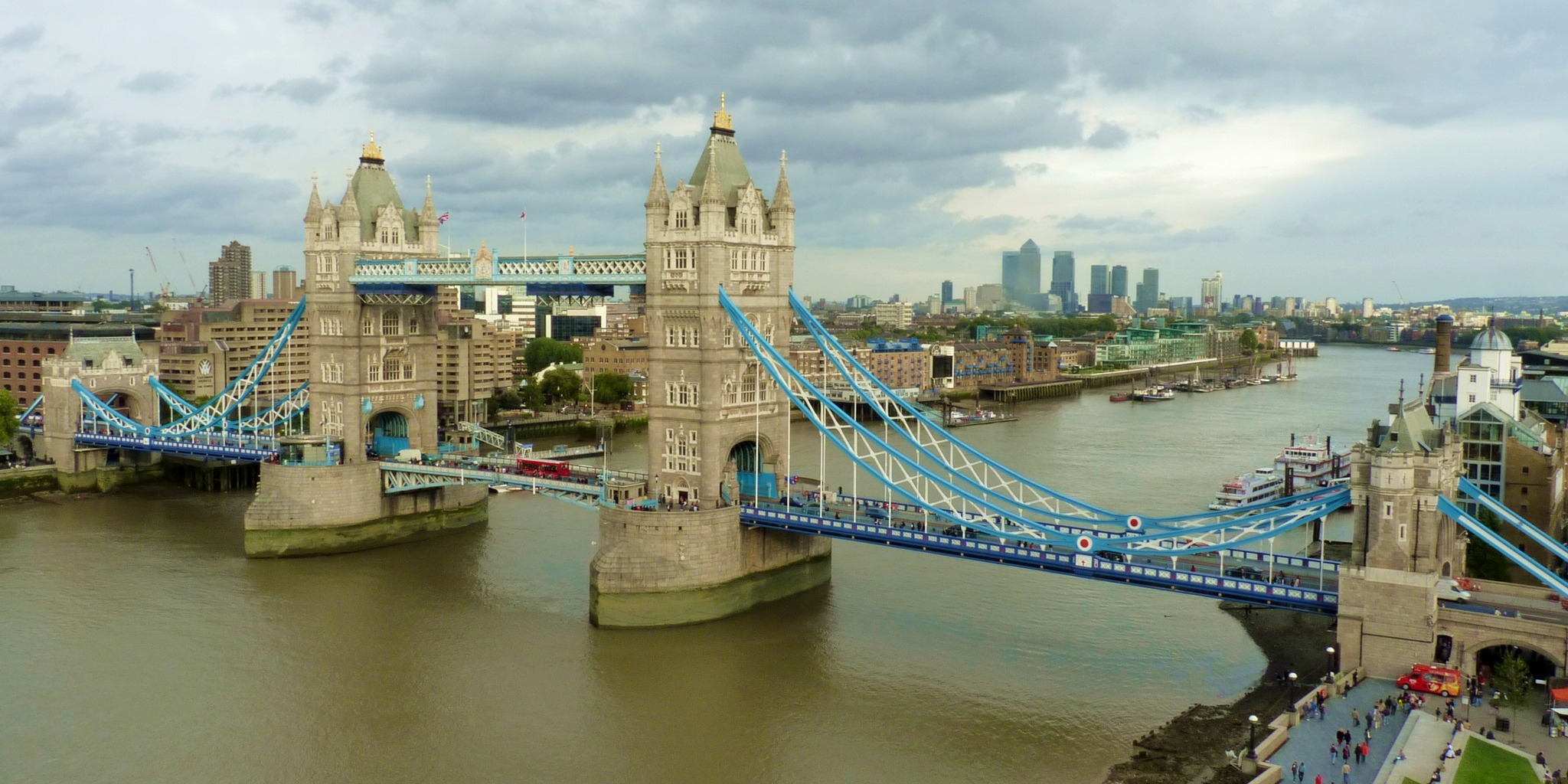
El Puente de la Torre y Canary Wharf vistos desde el balcón alrededor de la cima del edificio.

El edificio se sitúa en el municipio de Southwark, junto al Río Támesis. Forma parte de un proyecto mayor llamado More London, que incluye oficinas y tiendas. Junto al Ayuntamiento hay un anfiteatro hundido llamado The Scoop, usado en verano para actuaciones al aire libre; sin embargo, no es parte de la jurisdicción de la GLA. The Scoop y sus alrededores fueron diseñados por Townshend Landscape Architects. La estación del Metro de Londres y National Rail más cercana es London Bridge.